# S Aquarii
S Aquarii är en pulserande variabel av Mira Ceti-typ (M) i stjärnbilden Vattumannen.
Stjärnan varierar mellan visuell magnitud +7,6 och 15,0 med en period av 279,3 dygn. 